# Scedopla
Scedopla is een geslacht van vlinders van de familie spinneruilen (Erebidae), uit de onderfamilie Calpinae.

## Soorten
- S. bifidalis Leech, 1889
- S. diffusa Sugi, 1959
- S. regalis Butler, 1878